# Alejandro Garza y Garza
Alejandro Garza y Garza (Monterrey, Nuevo León; 30 de octubre de 1955) es un abogado nacido en Monterrey Nuevo León, es el actual Secretario de la Seguridad y Protección a la Ciudadanía del Municipio de Monterrey y fue Procurador General del Estado de Nuevo León.

## Biografía
Es el quinto hijo de Alejandro Garza Delgado (ex secretario del Tribunal Superior de Justicia, ex delegado de la PGR, ex director de la extinta Policía Judicial del Estado) y Laura Garza Chapa. Dentro de sus 9 hermanos que tiene, 2 han trabajado para el Estado de Nuevo León, Javier Garza y Garza el cual fue magistrado presidente del Tribunal Electoral del Estado de Nuevo León y su hermano Marcelo Garza y Garza, ex director de la Agencia Estatal de Investigaciones y cual fue el primer funcionario de alto nivel ultimado el 5 de septiembre de 2006

## Educación
Realizó su carrera profesional de Licenciatura en Derecho y Ciencias Sociales en la Facultad de Derecho y Ciencias Sociales de la Universidad Autónoma de Nuevo León

## Puestos desempeñados
A los 17 años de edad, en 1973 a 1974 comenzó a trabajar en el Juzgado Cuarto Penal del Primer Distrito Judicial en el Estado de Nuevo León.

#### Delegado de Policía, subcomisario de Policía y Comisario de Policía
en 1974 a 1979 elaboró en los puestos antes mencionado en la Dirección de Seguridad Pública Municipal del Municipio de Monterrey.

#### Secretario del Juzgado Séptimo Penal del Primer Distrito Judicial del Estado de Nuevo León
en marzo de 1979 hasta noviembre de 1979 fue Secretario del Juzgado Séptimo Penal del Primer Distrito Judicial del Estado de Nuevo León.

## Procuraduría General del Estado de Nuevo León

#### Agente del Ministerio Público
Desde noviembre de 1979 a marzo de 1997 estuvo a cargo de varias agencias, en este lapso de tiempo fue el funcionario público que llevó la representación de los intereses de la sociedad mediante el ejercicio de las facultades de dirección de investigación de los hechos que revisten las caracteres del delito dentro de la Procuraduría General de Justicia del Estado de Nuevo León.

#### Director de Servicios Periciales
De abril de 1997 a octubre de 1997 estuvo a cargo de los Servicios Periciales para proveer la necesidad de auxiliar técnica y científica al Ministerio Público en la búsqueda y obtención de indicios y preservación de pruebas para la acreditación de los elementos en la Procuraduría General de la Justicia en el Estado de Nuevo León.

#### Coordinador de Agentes del Ministerio Público en Asuntos Viales
En octubre de 1997 a agosto de 1998 fue Coordinador de Agentes, puesto en el cual coordinó, dirigió, supervisó e implementó los asuntos viales en la Procuraduría General de Justicia del Estado de Nuevo León.

#### Director de Agentes del Ministerio Público en Asuntos Viales
En agosto de 1998 a agosto de 2004 fue director de Agentes del Ministerios Público en asuntos Viales de la Procuraduría General de la Justicia del Estado de Nuevo León.

#### Director general de Averiguaciones Previas
En agosto de 2004 a septiembre de 2007 fue un respetado director general de Averiguaciones Previas en el cual dirigió a los agentes del Ministerio Público en Delitos Patrimoniales, Protección a la Familia, Delitos en General, Asuntos Viales, Bienes Asegurados Recuperados e instrumentos del Delito, Delito Inmobiliario Registrales y Despojo de Inmueble de la Procuraduría General de Justicia en el Estado de Nuevo León.

#### Subprocurador de Ministerios Públicos
De septiembre de 2007 a octubre de 2009, en esa época la inseguridad en el Estado estaba empezando, y por su conocimiento y expertiz en el área fue elegido como subprocurador bajo el mando de Luis Carlos Treviño Berchelmann que desempeñaba como procurador general de la Justicia en la administración del gobernador del Estado de Nuevo León José Natividad González Parás en el cual el como subprocurador tenía a su mando la Dirección General de Averiguaciones Previas, La Dirección General de Control de Procesos y Amparos y la Dirección General del Sistema Penal Acusatorio.

#### Procurador del Estado de Nuevo León
Cuando el Estado de Nuevo León tenía una fuerte zona de guerra del narcotráfico contra el Gobierno Federal, en el cual casi nadie quería trabajar en el área de seguridad porque muchas incorporaciones estaban infiltrada por el crimen organizado, y a pesar de que en el 2006 habían ultimado a su hermano Marcelo.
Alejandro Garza y Garza por su recorrido conocimiento en la Procuraduría y su motivación para levantar el estado de Nuevo León recibe una invitación para estar al frente de la Procuraduría. lo
Días después fue cuando el Gobernador de Nuevo León, Rodrigo Medina de la Cruz anunció su gabinete en el cual sometió a consideración del Congreso del Estado la propuesta de que la persona adecuada para ser titular de la Procuraduría General de Justicia de Nuevo León sería el Licenciado Alejandro Garza y Garza.
El 5 de octubre de 2009 fue cuando el Congreso del Estado aprobó por mayoría.
Garza y Garza fue la persona que decidió tomar la Procuraduría a pesar de lo peligroso que estaba en esa época el Estado. El crimen organizado en esta época había penetrado en las corporaciones policíacas y ministeriales en lo cual el hizo una restructuración en los cuerpos policíacos aplicando pruebas de control de confianza y ver si están aptos o siguen teniendo miedo a la delincuencia.
"No podemos avanzar mientras tengamos traidores","Es más fácil trabajar con el enemigo fuera o de frente que con el enemigo adentro" dijo Alejandro Garza en una entrevista.
20 de octubre de 2009 inició una limpia en la Agencia Estatal de Investigaciones al cesar 20 elementos, principalmente entre detectives y jefes de grupo. Para luego en diciembre de ese mismo año removió a otros 14 ministeriales entre ellos cinco detectives y nueve agentes ministeriales, además de dos coordinadores. Dentro de esta limpia quitó a los malos elementos que formaban la Procuraduría y a los que no daban la credibilidad.

## Municipio de Monterrey
En octubre de 2021 es nombrado como Secretario de la Seguridad y Protección a la Ciudadanía por el alcalde electo Luis Donaldo Colosio Riojas.

## Reconocimientos
Colegio de Abogados del Noreste,A.C. el 3 de julio del 2010 el colegio de abogados del Noroeste por conducto de su Mesa Directiva 2010 2012, otorgó el presente RECONOCIMIENTO al Lic. Alejandro Garza y Garza por su destacada labor en el área de Procuración de Justicia en el Estado de Nuevo León